# Antonio José de Sucre (municipalité)
Pour les articles homonymes, voir Antonio José de Sucre et Sucre (homonymie).
Antonio José de Sucre est l'une des douze municipalités de l'État de Barinas au Venezuela. Son chef-lieu est Socopó. En 2011, la population s'élève à 81 665 habitants.

## Étymologie
La municipalité est nommée en l'honneur de l'homme politique et indépendantiste sur-américain Antonio José de Sucre (1795-1830).

## Géographie

### Subdivisions
La municipalité est divisée en trois paroisses civiles avec, chacune à sa tête, une capitale (entre parenthèses) : 
- Andrés Bello (Bum-Bum) ;
- Nicolás Pulido (Chameta) ;
- Ticoporo (Socopó).